# Crassimarginatella exilimargo
Crassimarginatella exilimargo är en mossdjursart som först beskrevs av Ferdinand Canu och Ray Smith Bassler 1928.  Crassimarginatella exilimargo ingår i släktet Crassimarginatella och familjen Calloporidae. Inga underarter finns listade i Catalogue of Life.